# Johann Jakob Kaup

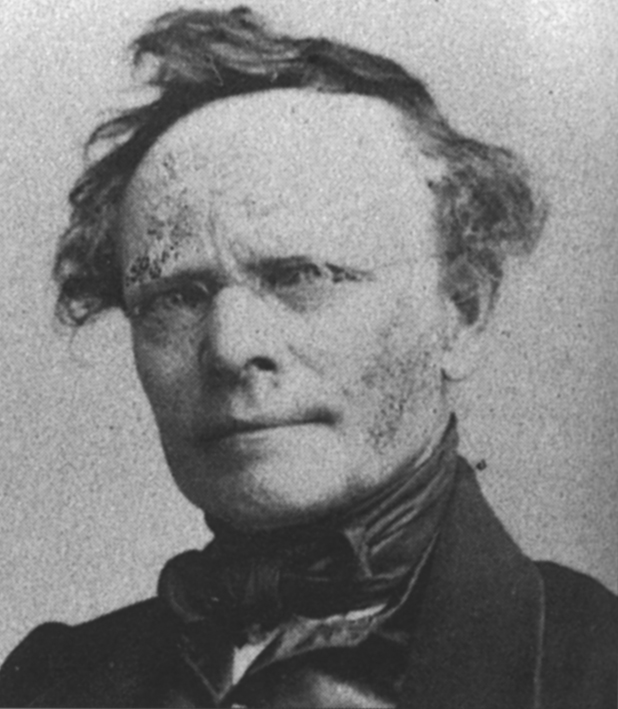
Johann Jakob Kaup.

Johann Jakob Kaup, född den 20 april 1803 i Darmstadt, död där den 4 juli 1873, var en tysk zoolog.
Kaup, som var professor och inspektor för naturaliekabinettet i sin hemstad, utgav det stora verket Das Thierreich in seinen Hauptformen (1837) och Classification der Säugethiere und Vögel (1844) och viktiga paleontologiska skrifter, som Description d’ossements fossiles de mammifères inconnus jusqu’à présent (1832–37) och Beiträge zur näheren Kenntniss der urweltlichen Säugethiere (1855–62; med 34 litografier). Stort uppseende väckte en av Kaup i förening med August von Klipstein utgiven avhandling Beschreibung und Abbildung des in Rheinhessen aufgefundenen Schädels vom Dinotherium giganteum (1836).